# Maakoa
Maakoa est une petite île inhabitée des Maldives.

## Géographie
Maakoa est située dans le centre des Maldives, au Sud-Ouest de l'atoll Faadhippolhu, dans la subdivision de Lhaviyani. Elle voisine les îles de Maafilaafushi et Medhafushi.